# The Specials (álbum)
| Críticas profissionais                                                      | Críticas profissionais |
| Avaliações da crítica                                                       | Avaliações da crítica  |
| Fonte                                                                       | Avaliação              |
| --------------------------------------------------------------------------- | ---------------------- |
| All Music Guide                                                             | link                   |
| Esta tabela precisa de ser acompanhada por texto em prosa. Consulte o guia. |                        |

The Specials é o álbum de estreia da banda britânica de ska The Specials, lançado em 1979.
Este álbum marcou o início da era two tone, segunda geração do Ska, e da Skinhead reggae, incorporando novos elementos, como o mod. Conta com a participação dos instrumentistas Rico Rodriguez e Dick Cuthell.

## Faixas
| N.º | Título                    | Compositor                          | Duração |  |
| 1.  | "A Message to You, Rudy"  | Lee "Scratch" Perry, D. Livingstone | 2:53    |  |
| 2.  | "Do the Dog"              | Rufus Thomas, arr. Dammers          | 2:09    |  |
| 3.  | "It's Up to You"          | Dammers, Specials                   | 3:25    |  |
| 4.  | "Nite Klub"               | Dammers, Specials                   | 3:22    |  |
| 5.  | "Doesn't Make it Alright" | Dammers, Dave Goldberg              | 3:26    |  |
| 6.  | "Concrete Jungle"         | Rody Radiation                      | 3:18    |  |
| 7.  | "Too Hot"                 | Cecil Campbell                      | 3:09    |  |
| 8.  | "Monkey Man"              | Toots Hibbert                       | 2:45    |  |
| 9.  | "(Dawning of A) New Era"  | Dammers                             | 2:24    |  |
| 10. | "Blank Expression"        | Dammers, Specials                   | 2:43    |  |
| 11. | "Stupid Marriage"         | Dammers, M. Harrison, N. Staple     | 3:49    |  |
| 12. | "Too Much Too Young"      | Dammers, L. Chambers                | 2:16    |  |
| 13. | "Little Bitch"            | Dammers                             | 2:31    |  |
| 14. | "You're Wondering Now"    | Seymour                             | 2:36    |  |